# Castillejos
Castillejos est une ville de 2e classe située dans la province de Zambales aux Philippines. Selon le recensement de 2010 elle est peuplée de 48 845 habitants.

## Barangays
Castillejos est divisée en 14 barangays.

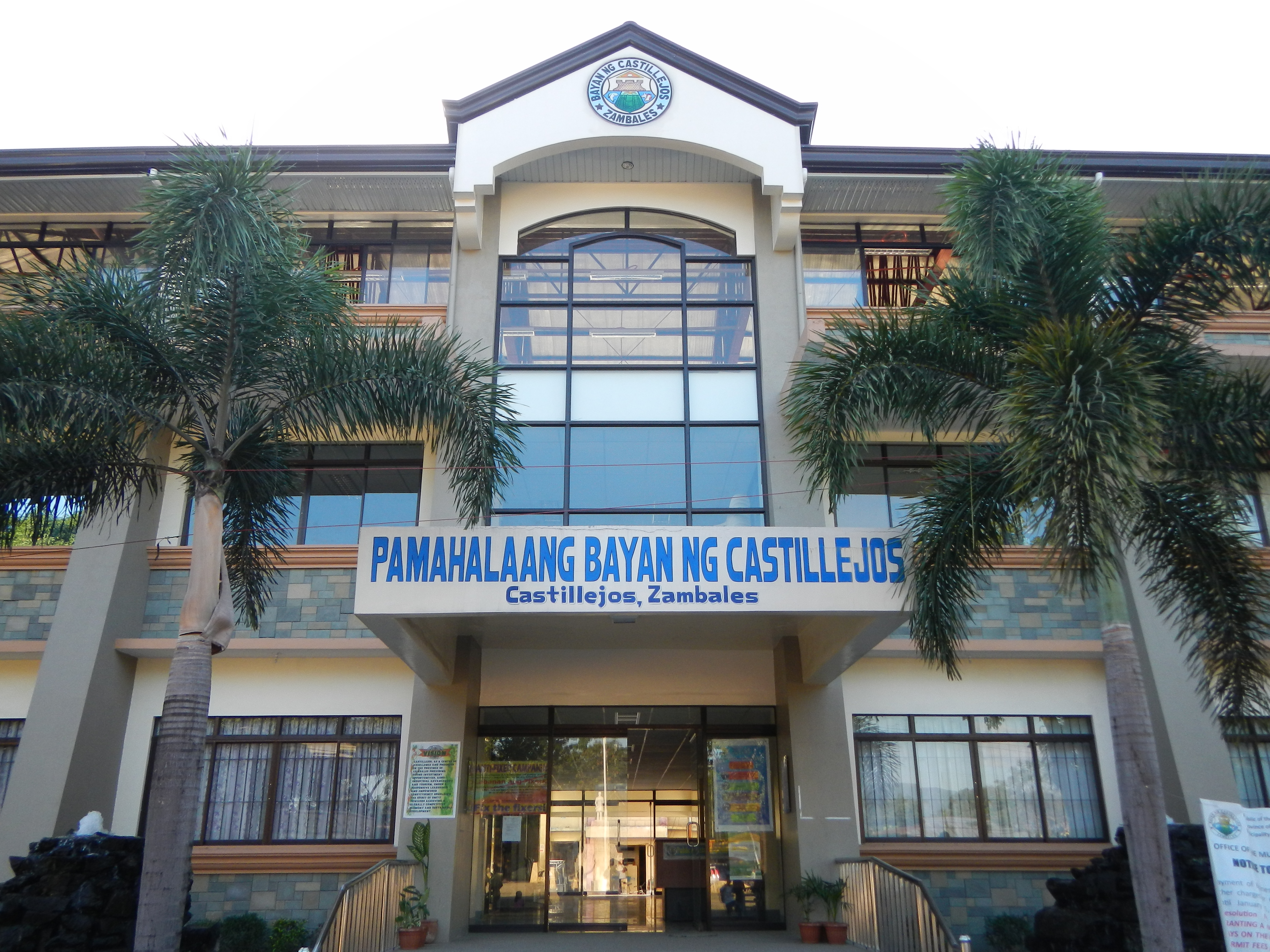
Salle municipale de Castillejos

- Balaybay
- Buenavista
- Del Pilar
- Looc
- Magsaysay
- Nagbayan
- San Augustin
- San Jose
- San Juan
- San Nicolas
- San Pablo
- San Roque
- Santa Maria

## Démographie
| Année | Habitants | Évolution |
| ----- | --------- | --------- |
| 1995  | 28 357    | -         |
| 2000  | 33 108    | 16,75 %   |
| 2007  | 42 910    | 29,61 %   |
| 2010  | 48 845    | 13,83 %   |